# アンソロジー映画
アンソロジー映画（アンソロジーえいが、英：Anthology Film）は、他の長編映画からの抜粋か、もしくは完全なかたちの複数の短編映画か、あるいは独立した複数のエピソード、或いは狂言まわしとなる語り手(Story Teller)によるエピソード間のつなぎや異なるエピソード間を繋ぐ独自のエピソードなどから構成されたフィーチャー映画であり、日本ではオムニバス映画と一般的には言われている 。

## 歴史
アンソロジー映画は、歴史的には米国パラマウント社が1932年に制作した『百万円貰ったら』(If I Had a Million)が最初だとされている。
一人の監督がすべての挿話を手がける場合としては『戦火のかなた』（ロベルト・ロッセリーニ監督、1946年）や『にごりえ』（今井正監督、1953年）などがある。
共通のテーマで各挿話を各監督が担当した作品としては『四つの恋の物語』（1947年）が著名である。そして、各自独立した挿話を各監督が担当した作品としては『世にも怪奇な物語』（1967年）がある。
他の長編映画からの抜粋の事例としては、『ザッツ・エンタテイメント』（ジャック・ヘイリー・ジュニア監督、1974年）は他の長編映画からの抜粋であり、他にヌーヴェルヴァーグの監督6人の監督がそれぞれパリの別々の地区に焦点を当てて製作した映画から6つのエピソードを抜き出して構成した『パリところどころ』（1965年）などがある。
現在の日本映画では、アンソロジー映画は主流ではないが、東京芸術大学映像研究科映画専攻は、2007年以降アンソロジー映画（オムニバス映画）を商業映画として定期的に製作し劇場公開している。これまでに『新訳:今昔物語』(2007年)、『夕映え少女』(2008年)、『ラッシュライフ』(2009年)、『人の砂漠』(2010年)、『紙風船』(2011年)、『らもトリップ』(2011年)、『らくごえいが』(2013年)、『恋につきもの』(2014年)などが制作公開されている。